# Singapore Premier League 2022
Die Singapore Premier League 2022, aus Sponsorgründen auch AIA Singapore Premier League genannt, war die 5. Spielzeit der höchsten singapurischen Fußballliga seit der Ligareform 2018. Titelverteidiger waren die Lion City Sailors. Die Saison begann am 25. Februar 2022 und endete am 20. Oktober 2022.

## Mannschaften
| Mannschaft                 | Standort  | Stadion             | Kapazität |
| -------------------------- | --------- | ------------------- | --------- |
| Albirex Niigata (Singapur) | Jurong    | Jurong East Stadium | 2700      |
| Balestier Khalsa           | Toa Payoh | Toa Payoh Stadium   | 3800      |
| Geylang International      | Tampines  | Our Tampines Hub    | 5000      |
| Hougang United             | Kallang   | Hougang Stadium     | 3800      |
| Lion City Sailors          | Kallang   | Jalan Besar Stadium | 6000      |
| Tampines Rovers            | Tampines  | Our Tampines Hub    | 5000      |
| Tanjong Pagar United       | Jurong    | Jurong East Stadium | 2700      |
| Young Lions                | Kallang   | Jalan Besar Stadium | 6000      |

## Personal
| Mannschaft                 | Trainer           | Mannschaftskapitän |
| -------------------------- | ----------------- | ------------------ |
| Albirex Niigata (Singapur) | Kazuaki Yoshinaga | Takahiro Koga      |
| Balestier Khalsa           | Akbar Nawas       | Shuhei Hoshino     |
| Geylang International      | Mohd Noor Ali     | Zaiful Nizam       |
| Hougang United             | Clement Teo       | Fabian Kwok        |
| Lion City Sailors          | Kim Do-hoon       | Hariss Harun       |
| Tampines Rovers            | Gavin Lee         | Yasir Hanapi       |
| Tanjong Pagar United       | Hasrin Jailani    | Faritz Hameed      |
| Young Lions                | Philippe Aw       | Jacob Mahler       |

## Ausländische Spieler
Albirex Niigata kann eine unbegrenzte Anzahl singapurischer Spieler für die neue Saison melden.
| Mannschaft                 | Spieler 1                                             | Spieler 2                                           | Spieler 3                                  | AFC Spieler                             | U21/U23 Spieler                     | Ehemalige Spieler |
| -------------------------- | ----------------------------------------------------- | --------------------------------------------------- | ------------------------------------------ | --------------------------------------- | ----------------------------------- | ----------------- |
| Albirex Niigata (Singapur) | Hyrulnizam Juma'at Nicky Melvin Singh Hilman Norhisam | Fairoz Hasan Junki Kenn Yoshimura Muhamad Ali Manaf | Fikri Junaidi Kenji Austin Irsyad Azarudin | Kai Yamamoto Wong Jun Kai Ameer Maricar |                                     |                   |
| Balestier Khalsa           | Ensar Brunčević                                       | Shuhei Hoshino                                      | Ryōya Taniguchi                            | Kuraba Kondō                            | Yann Weishaupt Max McCoy Hari McCoy |                   |
| Geylang International      | Šime Žužul                                            | Vincent Bezecourt                                   | Takahiro Tezuka                            | Rio Sakuma                              |                                     |                   |
| Hougang United             | André Moritz                                          | Pedro Bortoluzo                                     | Kristijan Krajček                          | Kaishū Yamazaki                         |                                     |                   |
| Lion City Sailors          | Diego Lopes                                           | Pedro Henrique                                      | Maxime Lestienne                           | Kim Shin-wook                           |                                     |                   |
| Tampines Rovers            | Zehrudin Mehmedović                                   | Boris Kopitović                                     | Kyōga Nakamura                             | Shuya Yamashita                         |                                     |                   |
| Tanjong Pagar United       | Mirko Sugic                                           | Blake Ricciuto                                      | Reo Nishiguchi                             | Shodai Nishikawa                        |                                     |                   |
| Young Lions                |                                                       |                                                     |                                            |                                         |                                     |                   |

## Tabelle
Stand: Saisonende 2022
| Pl. | Verein                     | Sp. | S  | U | N  | Tore    | Diff. | Punkte |
| --- | -------------------------- | --- | -- | - | -- | ------- | ----- | ------ |
| 1.  | Albirex Niigata (Singapur) | 28  | 17 | 8 | 3  | 088:430 | +45   | 59     |
| 2.  | Lion City Sailors (M)      | 28  | 18 | 3 | 7  | 091:390 | +52   | 57     |
| 3.  | Tampines Rovers            | 28  | 15 | 5 | 8  | 076:570 | +19   | 50     |
| 4.  | Geylang International      | 28  | 10 | 9 | 9  | 048:460 | +2    | 39     |
| 5.  | Hougang United             | 28  | 10 | 9 | 9  | 065:710 | −6    | 39     |
| 6.  | Tanjong Pagar United       | 28  | 10 | 7 | 11 | 059:690 | −10   | 37     |
| 7.  | Balestier Khalsa           | 28  | 7  | 3 | 18 | 045:780 | −33   | 24     |
| 8.  | Young Lions                | 28  | 2  | 2 | 24 | 034:103 | −69   | 08     |

| Zum Saisonende 2022: |
| Singapurischer Meister Teilnahme an den Play-off-Spielen zur AFC Champions League 2023 Teilnahme an der Gruppenphase des AFC Cup 2023 |

| Zum Saisonende 2021: |                                        |
| (M)                  | Amtierender Meister: Lion City Sailors |

| Anmerkung: Der ausländische Verein Albirex Niigata (Singapur) sowie die Young Lions können sich nicht für internationale Spiele qualifizieren. |

## Torschützenliste
Stand: Saisonende 2022
| Platz | Spieler           | Mannschaft                                                | Tore |
| ----- | ----------------- | --------------------------------------------------------- | ---- |
| 1.    | Boris Kopitović   | Tampines Rovers                                           | 35   |
| 2.    | Kōdai Tanaka      | Albirex Niigata (Singapur)                                | 33   |
| 3.    | Reo Nishiguchi    | Tanjong Pagar United                                      | 26   |
| 4.    | Kim Shin-wook     | Lion City Sailors                                         | 21   |
| 5.    | Shuhei Hoshino    | Balestier Khalsa                                          | 18   |
| 5.    | Šime Žužul        | Geylang International                                     | 18   |
| 5.    | Pedro Bortoluzo   | Hougang United                                            | 18   |
| 8.    | Ilhan Fandi       | Albirex Niigata (Singapur) (15 Tore) Young Lions (2 Tore) | 17   |
| 9.    | Song Ui-young     | Lion City Sailors                                         | 13   |
| 10.   | Maxime Lestienne  | Lion City Sailors                                         | 12   |
| 10.   | Taufik Suparno    | Lion City Sailors                                         | 12   |
| 12.   | Shawal Anuar      | Hougang United                                            | 11   |
| 12.   | Gabriel Quak      | Lion City Sailors                                         | 11   |
| 14.   | Vincent Bezecourt | Geylang International                                     | 10   |
| 14.   | Diego Lopes       | Lion City Sailors                                         | 10   |
| 14.   | Ryōya Taniguchi   | Balestier Khalsa                                          | 10   |
| 17.   | Tadanari Lee      | Albirex Niigata (Singapur)                                | 9    |

## Hattricks
| Spieler                | Verein                     | Gegnerischer Verein   | Ergebnis | Datum             |
| ---------------------- | -------------------------- | --------------------- | -------- | ----------------- |
| Kodai Tanaka 4         | Albirex Niigata (Singapur) | Balestier Khalsa      | 6:0 (H)  | 5. März 2022      |
| Boris Kopitović        | Tampines Rovers            | Hougang United        | 7:1 (H)  | 18. März 2022     |
| Kim Shin-wook          | Lion City Sailors          | Balestier Khalsa      | 4:0 (H)  | 1. April 2022     |
| Kim Shin-wook          | Lion City Sailors          | Hougang United        | 4:3 (A)  | 6. Mai 2022       |
| Kodai Tanaka           | Albirex Niigata (Singapur) | Geylang International | 8:2 (H)  | 27. Mai 2022      |
| Pedro Bortoluzo        | Hougang United             | Tampines Rovers       | 4:2 (H)  | 13. Juli 2022     |
| Ilhan Fandi            | Albirex Niigata (Singapur) | Balestier Khalsa      | 4:1 (H)  | 16. Juli 2022     |
| Zikos Chua 4           | Young Lions                | Tanjong Pagar United  | 4:2 (H)  | 7. August 2022    |
| Kodai Tanaka           | Albirex Niigata (Singapur) | Young Lions           | 7:1 (H)  | 10. August 2022   |
| Shuhei Hoshino         | Balestier Khalsa           | Hougang United        | 6:1 (H)  | 12. August 2022   |
| Kim Shin-wook          | Lion City Sailors          | Young Lions           | 10:1 (A) | 13. August 2022   |
| Kim Shin-wook          | Lion City Sailors          | Hougang United        | 9:4 (A)  | 26. August 2022   |
| Kodai Tanaka 4         | Albirex Niigata (Singapur) | Balestier Khalsa      | 5:3 (A)  | 2. September 2022 |
| Japan Reo Nishiguchi 5 | Tanjong Pagar United       | Young Lions           | 8:1 (H)  | 1. Oktober 2022   |
| Ryōya Taniguchi        | Balestier Khalsa           | Lion City Sailors     | 5:3 (H)  | 2. Oktober 2022   |
| Kodai Tanaka           | Albirex Niigata (Singapur) | Lion City Sailors     | 4:2 (A)  | 7. Oktober 2022   |
| Pedro Bortoluzo        | Hougang United             | Young Lions           | 5:3 (A)  | 15. Oktober 2022  |

4 Vier Tore in einem Spiel
5 Fünf Tore in einem Spiel

## TOP Assists
Stand: Saisonende 2022
| Platz | Name              | Mannschaft                 | Assists |
| ----- | ----------------- | -------------------------- | ------- |
| 1.    | Maxime Lestienne  | Lion City Sailors          | 23      |
| 2.    | Kristijan Krajček | Hougang United             | 17      |
| 3.    | Masaya Idetsu     | Albirex Niigata (Singapur) | 16      |
| 4.    | Boris Kopitović   | Tampines Rovers            | 15      |
| 5.    | Ryōya Taniguchi   | Balestier Khalsa           | 11      |
| 6.    | Kōdai Tanaka      | Albirex Niigata (Singapur) | 10      |
| 6.    | Diego Lopes       | Lion City Sailors          | 10      |

## Weiße Weste (Clean Sheets)
Stand: Saisonende 2022
| Platz | Spieler          | Mannschaft                 | Clean sheets |
| ----- | ---------------- | -------------------------- | ------------ |
| 1.    | Zaiful Nizam     | Geylang International      | 9            |
| 2.    | Hassan Sunny     | Lion City Sailors          | 7            |
| 3.    | Takahiro Koga    | Albirex Niigata (Singapur) | 4            |
| 3.    | Zharfan Rohaizad | Tanjong Pagar United       | 4            |